# بادية (لعبة فيديو)

لقطة شاشة للعبة.

بادية هي لعبة فيديو بقاء وعالم مفتوح من تطوير ونشر شركة سيمافور السعودية. صدرت اللعبة لأجهزة بلاي ستيشن 4، إكس بوكس ون وويندوز. وتحتوي على طور اللاعب الفردي بالإضافة إلى طور اللعب التعاوني وأيضا اللعب الجماعي بكلا اللغتين العربية والإنجليزية.

## موجز
تدور أحداث اللعبة في الصحراء العربية حيث تكون الحياة القاسية ويتوجب على اللاعبين الاستكشاف والعثور على المستلزمات الضرورية للبقاء على قيد الحياة. على الرغم من أن الصحراء شاسعة جدا، إلا أن اللاعبين لديهم الفرصة لإستكشاف المواقع والقرى والمخيمات والآثار القديمة، وسيضطرون للتعامل مع الحياة البرية وسكان المنطقة.

## المميزات
- عالم مفتوح إجرائي : حيث تتغير التضاريس والمواد والغنائم في كل مرة يبدأ فيها اللاعب.
- نظام تعاقب الليل النهار (24 ساعة).
- نظام الطقس: صحو، غائم، ممطر بدرجات متفاوتة، ثلج بدرجات متفاوتة، العواصف الرملية والضباب.
- تخصيص الشخصية: العرق، لون البشرة ولون العيون، وشكل الوجه، وشعر الوجه والطول والوزن.
- الملابس: يمكن بناء خزانة ملابس خاصة ياللاعب من مجموعة من مجموعات الملابس العربية والغربية.
- اختيار منظور الكاميرا: يمكن تبديل الكاميرا في أي وقت بين منظور للشخص الأول أو منظور الشخص الثالث.
- البقاء على قيد الحياة: يجب على اللاعب الانتباه للمؤشرات الحيوية مثل الصحة، الغذاء، العطش، ودرجة الحرارة. يمكن أن يتسبب النظام الغذائي في زيادة الوزن أو فقدان الوزن.
- صنع الأشياء: يمكن صنع الأسلحة والأدوية والأدوات.

## وصلات خارجية
- بادية على موقع IMDb (الإنجليزية)
- الموقع الرسمي